# Quadradius
Quadradius est un jeu vidéo de stratégie au tour par tour développé par Jimmi Heiserman et Brad Kayal, sorti en 2007 sur navigateur.

## Récompenses
Le jeu a reçu le prix Gleemie lors de l'Independent Games Festival 2008. Il est cité dans l'ouvrage Les 1001 jeux vidéo auxquels il faut avoir joué dans sa vie.